# سفارة المملكة المتحدة في التشيك
سفارة المملكة المتحدة في التشيك هي أرفع تمثيل دبلوماسي لدولة المملكة المتحدة لدى التشيك. تقع السفارة في براغ وهي تهدف لتعزيز المصالح البريطانية في التشيك.

## وصلات خارجية
- الموقع الرسمي
- قائمة سفارات المملكة المتحدة
- قائمة السفارات في التشيك